# Szepiakowo
Szepiakowo (ros. Шепяково) – wieś w Rosji, w rejonie grazowieckim obwodu wołogodzkiego. W 2021 r. liczyła 4 mieszkańców.